# 三井好美
三井 好美（みつい よしみ、2月22日 - ）は、日本の女性声優。愛知県出身。アミュレート所属。
かつてはオフィス野沢、メディアフォース、ディーカラー、に所属していた。また劇団ドラマティック・カンパニーには解散まで所属していた。
2024年8月1日、ディーカラーとアミュレートとの事業統合によりアミュレートへ移籍。

## 出演

### テレビアニメ
2008年
- クレヨンしんちゃん（2008年 - 2015年、女性客A、母親、マダムな客）
- それいけ!アンパンマン（クマのお母さん）

2009年
- きらりん☆レボリューション（スタイリスト、女性）
- ご姉弟物語（上野京子）
- 極上!!めちゃモテ委員長（香穂ママ、編集長）
- 忍たま乱太郎（ミス・マイタケ〈初代〉）

2023年
- 葬送のフリーレン（参列者）

2024年
- 外科医エリーゼ（補助員B）

2025年
- ぷにるんず ぷに2（マネぷに）

### 劇場アニメ
- 北極百貨店のコンシェルジュさん（2023年）